# 25 Years
25 Years is een single van de Britse band Hawklords. Het is afkomstig van hun album 25 Years On, dat in Langley Farm te Devon werd opgenomen.
Het album 25 Years On staat voor de (vermeende) uitzichtloze situatie van de mensheid in die tijd. 25 Years On is een variatie op dat thema. In het lied beschrijft het basislid Brock een arbeider die gedurende 25 jaar zichzelf aan het opleiden is om uiteindelijk door een machine vervangen te worden. Hij kan voortaan op de grond liggen en naar de lucht staren.
De single haalde nergens een hitnotering. Er waren twee versies, een voor het album en een ingekorte versie voor de 7”-single. 
Musici waren:
- Robert Calvert – zang
- Dave Brock – gitaar
- Harvey Bainbride – basgitaar
- Steve Swindells – toetsinstrumenten
- Simon King – slagwerk
- Les McLure – fluisterstem